# ロリカ
ロリカ（Lorica）とは、例えば胴甲動物（Loricifera）などが、身体の外側に形成している殻のような部分のことである。他にも原生動物のような単細胞生物の中にもロリカを持つ種が存在する。
ロリカは、元々はラテン語で鎧を意味する単語である。ロリカと付く鎧としては、例えば、ロリカ・セグメンタタやロリカ・ハマタなどが存在する。

## 形態

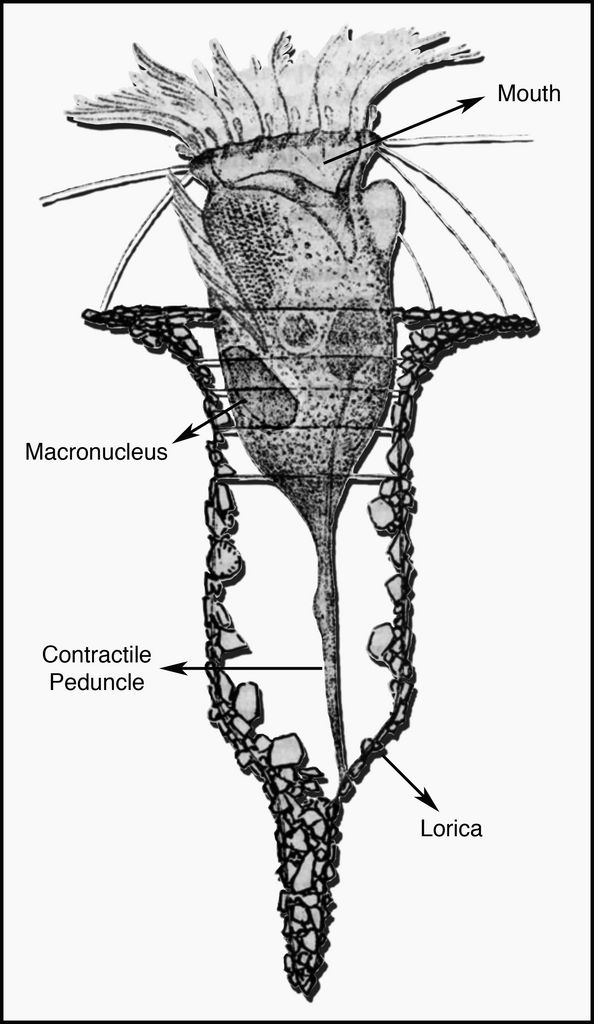
有鐘繊毛虫。一番外側にロリカ（Lorica）が存在しており、彼らはこれを住み家にしている。

ロリカは身体の外側を覆う物には違いがないものの、硬い物から柔らかい物まで様々なタイプの物が存在する

。
よって、作り方も、材質も様々である。例えば、細胞外に何らかの物質を分泌してロリカを形成し、その内側で生活する生物も見られる。中には、分泌物だけではなく、砂粒などで補強されたロリカを持つ生物もいる。また、その形状も様々で、末端が外界に開放されているロリカも、閉鎖されているロリカも存在する。ただ、ロリカはしばしば筒状か円錐形をしている

。
例えば、原生動物のラッパムシが持つロリカは、円錐に近く、喩えるならばトランペットのベルのような形状をしている。また例えば、有鐘繊毛虫が持つロリカは、しばしば透明で、彼らはそれを住み家として使用している

。
他にHalofolliculina corallasiaなども、ロリカを住み家にしている生物として知られる。このような住み家として使用するロリカの場合、まずどこかに定着にして、そこからロリカの形を作り始め、最後に固めるという手順で作成される

。